# Rosso superiore dei Colli Amerini
Il Rosso superiore dei Colli Amerini è un vino DOC la cui produzione è consentita nella provincia di Terni.

## Caratteristiche organolettiche
- colore: rosso granato.
- odore: fine e molto persistente.
- sapore: armonico rotondo con leggero sentore di mandorla.

## Produzione
Provincia, stagione, volume in ettolitri
- nessun dato disponibile